# Bracon xanthomelas
Bracon xanthomelas är en stekelart som beskrevs av Gaspard Auguste Brullé 1846. Bracon xanthomelas ingår i släktet Bracon och familjen bracksteklar. Inga underarter finns listade.